# 댄 애브닛

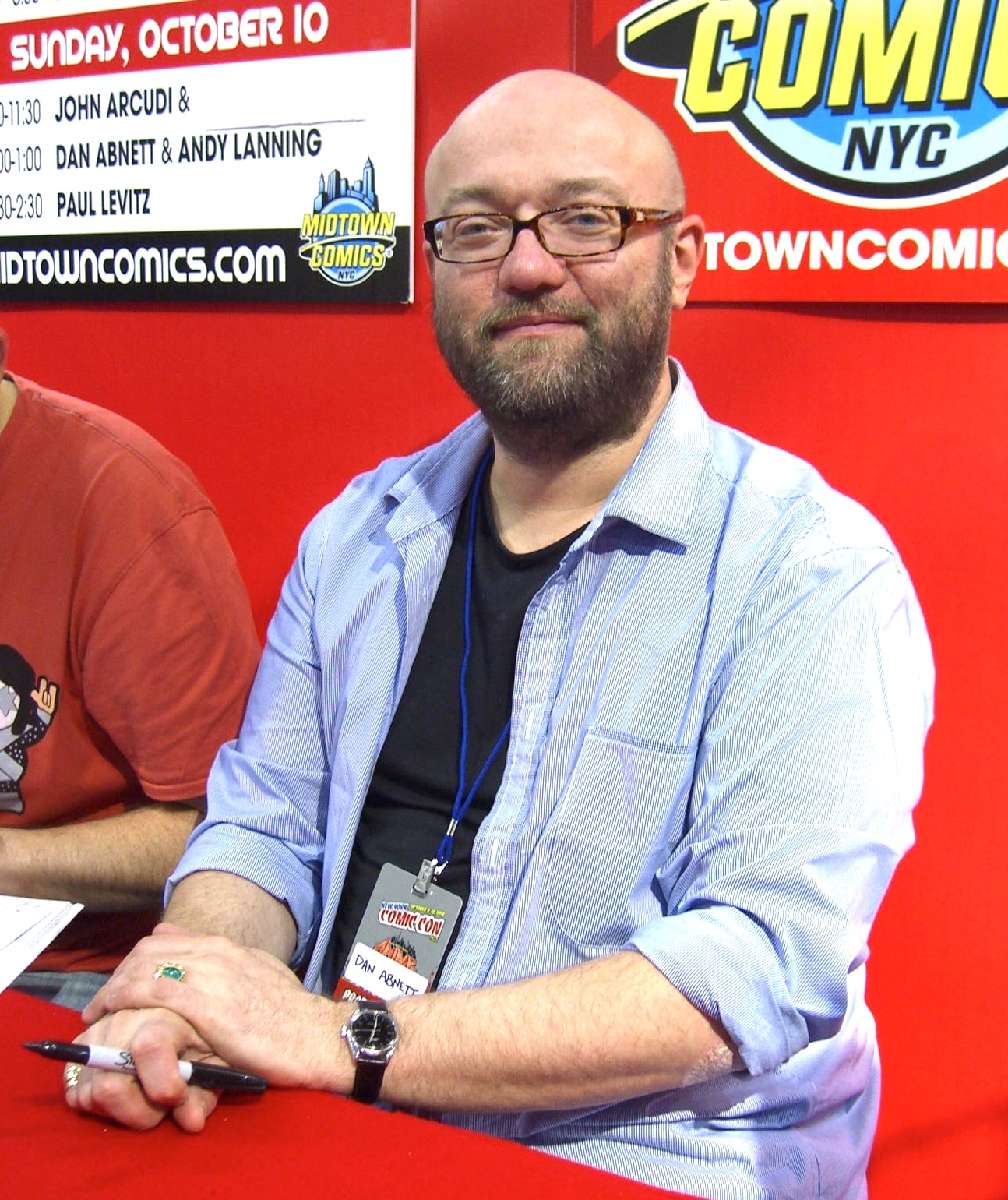
댄 애브닛

댄 애브닛(Dan Abnett, 1965년 10월 12일 ~ )은 영국의 만화가이자 소설가이다.